# Coupe du monde masculine de basket-ball 2027
Navigation
Édition précédente Édition suivante
La 20e édition du championnat du monde masculin de basket-ball, renommé Coupe du monde de basket- ball FIBA se déroulera au Qatar du 27 août au 12 septembre 2027.
Ce sera le troisième tournoi du nouveau cycle qui a commencé en 2019. Il est prévu qu'il y aura 32 équipes dans le tournoi.
Il s'agit de la première Coupe du monde organisée dans le monde arabe.

## Préparation de l'événement

### Désignation du pays hôte
Comme annoncé le 28 avril 2023, ce sera la première Coupe du monde organisée par le Monde arabe.

### Lieux sélectionnés
Quatre sites des quatre villes hôtes accueilleront les matchs de la Coupe du Monde FIBA 2027. Tous les matchs se joueront à Doha, Lusail et Al Rayyan
| Doha                                           | Lusail                                |
| ---------------------------------------------- | ------------------------------------- |
| Duhail Handball Sports Hall Capacité : 8 000   | Lusail Sports Arena Capacité : 16 300 |
| Al Rayyan                                      |                                       |
| Ali Bin Hamad Al Attiya Arena Capacité : 8 600 | Aspire Dome Capacité : 8 000          |

## Équipes qualifiées
32 équipes se sont qualifiées à l'issue des phases éliminatoires.
| Europe (FIBA Europe) 12 places  | Amériques (FIBA Amériques) 7 places                | Afrique (FIBA Afrique) 5 places |
| ------------------------------- | -------------------------------------------------- | ------------------------------- |
|                                 |                                                    |                                 |
| Océanie (FIBA Océanie) 2 places | Asie (FIBA Asie) 6 places dont deux aux pays hôtes |                                 |
|                                 | Qatar, pays hôte                                   |                                 |

## Déroulement de la compétition

### Système de compétition
Le premier tour (ou tour préliminaire) s'organise en groupe de 4 équipes où les équipes de chaque groupe s'affrontent entre elles. 
Les 2 premières équipes de chaque groupe se qualifient pour le second tour tandis que les 2 dernières jouent un tour de classification (pour les places 17 à 32).
Le second tour s'organise également en groupe de 4 équipes : les deux meilleures équipes d'un groupe du premier tour se rassemblent avec les deux meilleures d'un autre groupe. Les équipes ne s'étant pas déjà affrontées lors du premier tour s'affrontent et les résultats des matches du premier tour sont conservés pour définir le classement.
Les 2 premières équipes de chaque groupe du second tour se qualifient pour la phase finale à élimination directe (Quart de finale, Demi-finale, Finale).
Les perdants des quarts de finale jouent également un tour de classification pour définir les places 5 à 8.

Règles de classement des groupes
Pour chaque phase de groupe, les équipes sont classées en fonction de leur bilan de victoire(s)/défaite(s) défini par une attribution de points (2 points par victoire, 1 point par défaite, 0 point par défaite par forfait).
Si 2 équipes ou plus ont le même bilan de vic./déf. dans le groupe, les matches entre ces équipes décident du classement. Si 2 équipes ou plus ont le même bilan entre elles, plusieurs criteres sont appliqués dans l'ordre suivant :
- Plus grande difference de points en match dans les matches entre équipes concernées
- Plus grand nombre de points marqués en match dans les matches entre équipes concernées
- Plus grande difference de points en match dans tous les matches du groupe
- Plus grand nombre de points marqués en match dans tous les matches du groupe

Si ces critères ne sont toujours pas suffisants, un tirage au sort doit décider du classement final.